# Caphornia xanthostola
Caphornia xanthostola là một loài bướm đêm trong họ Noctuidae.